# Satoshi Matsuda
Satoshi Matsuda (sinh năm 1978) là một diễn viên Nhật Bản. Anh đóng vai 
Ren Akiyama/Kamen Rider Knight trong Kamen Rider Ryuki vào năm 2002. Sau đó vào năm 2003, anh lồng tiếng cho Crab Orphnoch trong Kamen Rider 555. Năm 2009, anh lồng tiếng Len/ Kamen Rider Wing Knight trong Kamen Rider Dragon Knight. Ngoài tokusatsu, anh cũng có một số vai diễn nổi bật khác.